# Waakirchen
Waakirchen er en kommune i Landkreis Miesbach i Regierungsbezirk Oberbayern i den tyske delstat Bayern.

## Geografi
Waakirchen ligger på en morænebakke mellem de tidligere Isar- og Tegernsee-gletsjere. Der er ud over Waakirchen, landsbyerne Hauserdörfl, Krottenthal, Marienstein, Piesenkam, Riedern og Schaftlach samt talrige mindre bebyggelser.
Waakirchen ligger ved B 472 mellem Bad Tölz (8 km) og Miesbach (12 km). Til Holzkirchen og Bundesautobahn 8 er der 16 km, til Tegernsee kun 5 km og til delstatshovedstaden München 48 km.